# Ninh An, Ninh Hòa
Ninh An là một xã thuộc thị xã Ninh Hòa, tỉnh Khánh Hòa, Việt Nam.
Xã Ninh An có diện tích 39,62 km², dân số năm 1999 là 12.458 người, mật độ dân số đạt 314 người/km².